# Festival de la chanson de Tadoussac

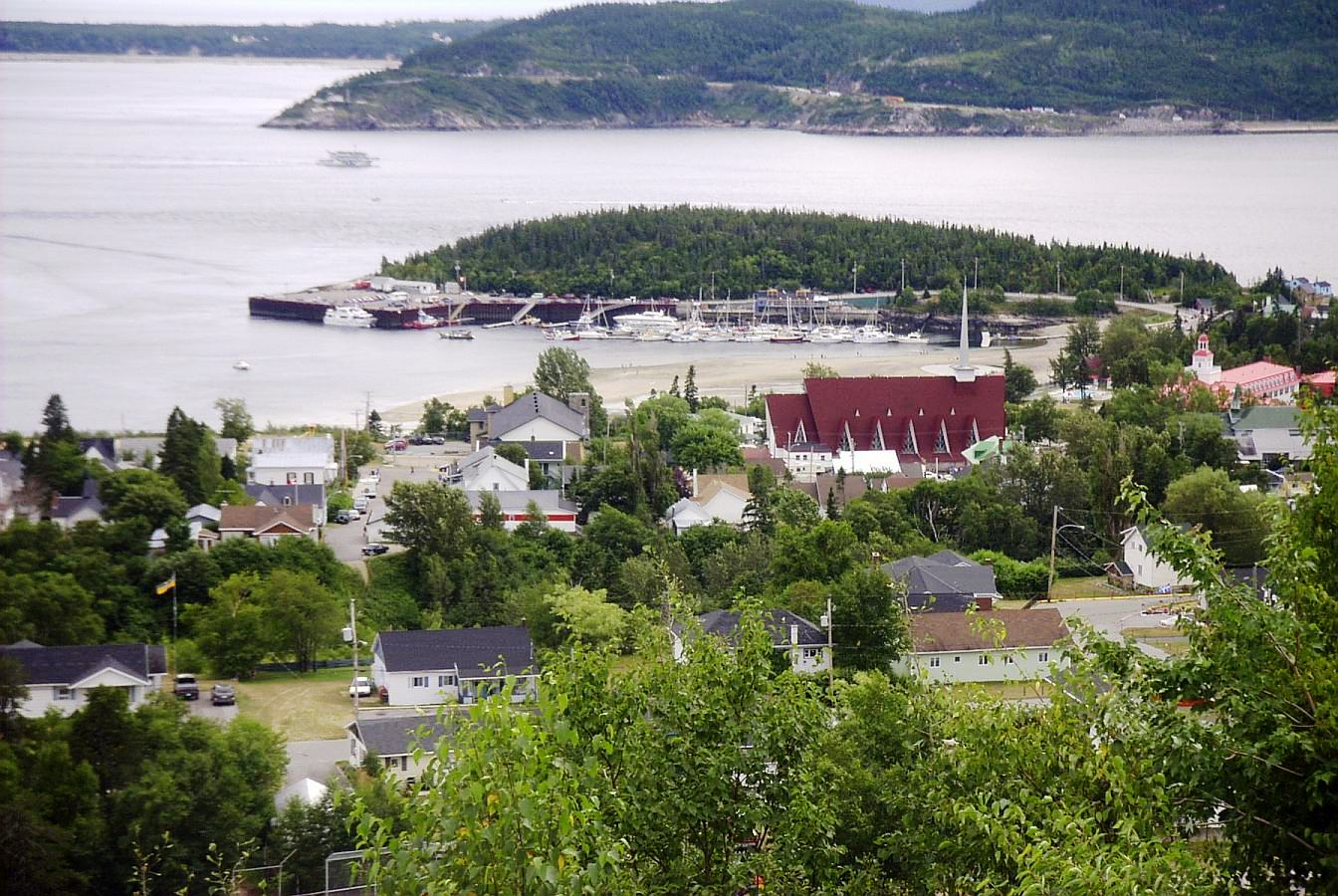
Tadoussac

Le Festival de la chanson de Tadoussac est un événement annuel ayant lieu en juin à Tadoussac dans la région de la Côte-Nord au Québec.

## Le festival
Le Festival de la chanson de Tadoussac prend place chaque année à la mi-juin. C'est sous ces accents de poésie que se présente le village de Tadoussac. La population d'à peine 900 habitants quintuple durant le festival. L'événement propose une soixantaine de concerts sur quatre jours. 
La programmation francophone regroupe des artistes Québécois, mais aussi Français, Belges, Suisses, etc. 
En 2006, le Festival de la chanson de Tadoussac est  nommé événement de l'année par l'ADISQ. 
En 2007, le budget du festival était d'environ 500 000 $ .
Des liens tissés avec l'association Voix du Sud de Francis Cabrel à Astaffort (Lot-et-Garonne, en Nouvelle-Aquitaine) via l'OFQJ permettent aux jeunes chansonniers du Québec et d'Aquitaine de voyager outre-atlantique au travers du dispositif « La Transat chanson Aquitaine-Québec. De Tadoussac à Astaffort ».

## Artistes présents de 2005 à 2008
3 gars su'l sofa, 5 x 5, Agnès Bihl, Alecka, Alexandre Belliard, Alfa Rococo, Amélie Veille, Amélie-les-crayons, Anaïs, Andrea Lindsay, Andréanna Warren, Annie-Claude Roberge, Ariane Mahrÿke Lemire, Band de garage, Bélo, Ben Ricour, Benoit Dorémus, Benoît Paradis Trio, Bernard Joyet, Bruno Marcil, Caîman Fu, Call me poupée, Caroline d'été, Caroline Desbiens, Catherine Durand, DJ Champion, Charles Dubé, Claire Danlalune, ClaudeL, Clément Bertrand, Creature, Cyrz, Damien et ses amis, Damien Robitaille, Daniel Lavoie, Dany Placard, Diane Dufresne, Dominique A, Dominique Bouffard, Dumas, Émily Loizeau, Eric Larochelle, Ève Cournoyer, Fabiola, Fayo, Flavie, Francis Roberge, Fred Fortin, Fred Pellerin, Gaële, Galaxie 500, Geneviève Binette, Geneviève Néron, Gilles Vigneault, Grouyan Gombo, Guy-Philippe Wells, Ivy, Jamil, Jean-François Lessard, Jehan, Jérôme Minière, Jimmy Fecteau, Jipé Dalpé, Joce, Jorane, Josianne Paradis, Juan Sébastian Larobina, K, Karine Novelle, Karkwa, Khaban', Lara, Laurence Jalbert, Laurent Madiot, Les Breastfeeders, Les Cowboys Fringants, Les Fils de Teuhpu, Les trois accords, Loïc Lantoine, Madame Moustache, Magnolia, Maître Renard, Malajube, Manouche, Manuel Gasse, Marco Calliari, Martha Wainwright, MeLL, Misteur Valaire, Mononc' Serge, Moran, Natalie Byrns, Nicolas Jules, Ouanani, Oztara, Patrick Watson, Paule-Andrée Cassidy, Pépé, Philémon, Philippe B, Pierre Flynn, Pierre Lapointe, Plume Latraverse, Polémil Bazar, Radio Radio, Reggie Brassard, René Lussier, Richard Desjardins, Sir Pathétik, Sagapool, Socalled, Stef Paquette, Stéphane Hirshi, Stephen Faulkner, Thomas Hellman, Tricot Machine, Valérianne, Vincent Delbusaye, Vulgaires Machins, Xavier Lacouture, Yann Perreault, Yann Philibert

## Aperçu des artistes présents de 1984 à 2012
1984 - René Marcotte,
Marc Labelle,
Michel Bordeleau
1985 - Manon Fradette (D'Inverness),
Dominique Guinois
1986 - 
Jamil,
Sylvie Paquette
1987 - 
Benoit Leblanc
1988 - 
Anne-Marie Gélinas
Richard Desjardins
1989 - 
Lynda Lemay,
Céline Delisle
1990 - 
Dan Bigras,
Luce Dufault
1991- 
Bourbon Gautier,
Les Colocs,
Nelson Minville
1992- 
Sylvain Lelièvre,
Mario Brassard, Virginie Rigoine, Marjolaine Cloutier (À coup d'elles)
1993 - 
Joe Bocan,
Pierre Flynn
1994 - 
Rude Luck,
Daniel Lavoie,
Zébulon
1995 - 
Manon Brunet,
Saud et les Fous du Roi
1996 - 
Noir Silence, 
Judi Richards,
Claude Dubois
1997 -
Luc De Larochellière,
Lou Babin,
Raoul
1998 - 
Marie-Jo Thério, 
Daniel Bélanger, 
Kalembourg
1999 - 
Jorane, 
Marc Déry, 
Paul Kunigis
2000 - 
Claude Gauthier,
Cayouche,
Daniel Boucher,
La Bottine Souriante
2001 - 
Chloé Sainte-Marie,
Stephen Faulkner, 
Mes Aïeux, 
Loco Locass
2002 - 
Charlebois, 
Mononc' Serge, 
Ivy et Reggie
2003 - 
Gilles Vigneault, 
Pierre Lapointe, 
Éve Cournoyer, 
H'sao, 
Flavie Léger Roy
2004 - 
Kate et Anna McGarrigle, 
Lhasa, 
Catherine Major, 
Yann Perreau, 
Philémon
2005 - 
Les Trois Accords, 
Martha Wainright, 
Fred Fortin, 
Damien Robitaille, 
Reggie
2006 - 
Les Cowboys fringants, 
DJ Champion, 
Paule-Andrée Cassidy, 
Malajube, 
Galaxie 500, 
Geneviève Binette
2007 - 
Richard Desjardins, 
Philippe B, 
Dany Placard, 
Agnès Bihl, 
Benoît Paradis
2008 - 
Diane Dufresne, 
Plume Latraverse, 
Moran, 
Madame Moustache, 
Radio Radio, 
Alecka
2009 - 
Daniel Bélanger, 
Pagliaro, 
Marie-Pierre Arthur, 
Mathieu Lippé, 
Geneviève Toupin
2010 - 
Allain Leprest, 
Anne Sylvestre, 
Avec pas d'casque, 
Bernard Adamus, 
Elisapie Isaac, 
Marcie
2011 - 
Douze hommes rapaillés, 
Gaele, 
Isabeau et les chercheurs d'Or, 
Jérôme Minière, 
Karkwa, 
Vivianne Roy
2012 - 
Alexix HK, 
David Giguère, 
Ingrid St-Pierre, 
Les Charbonniers de l'Enfer, 
Lisa LeBlanc, 
Zachary Richard

## Liens
- Site officiel du festival